# Plectembolus biflectus
Plectembolus biflectus är en spindelart som beskrevs av Alfred Frank Millidge och Anthony Russell-Smith 1992. Plectembolus biflectus ingår i släktet Plectembolus och familjen täckvävarspindlar.
Artens utbredningsområde är Filippinerna. Inga underarter finns listade i Catalogue of Life.